# Salete Lemos
Salette Lemos (São Paulo,  3 de março de 1957) é uma jornalista brasileira, formada em Jornalismo pela Faculdade Cásper Líbero e com especialização em macroeconomia, finanças, teoria econômica, comércio exterior e economia ambiental pela Fundação Getúlio Vargas. Faz parte de uma geração de jornalistas que surgiram na mídia impressa antes de ingressar na televisão.
A comunicadora ganhou o Prêmio Esso em 1984, com a matéria Os 20 anos do BNH, como repórter especial do Jornal da Tarde, e em 1987 repetiu o feito como repórter do Estado de São Paulo.

## Carreira
A jornalista começou sua carreira como revisora de texto do jornal Diário de S. Paulo e, em seguida, de O Estado de S. Paulo, onde passou para a redação na editoria de esporte. Assídua leitora de jornais, ela se incomodava em não conseguir entender os cadernos de economia. Para decifrá-los, passou a perseguir o editor de economia, Celso Ming, para tirar dúvidas.
Depois de passar pela revista Exame, Rádio Jovem Pan, SBT, onde comentava economia e mais tarde assumia a bancada do jornal TJ Brasil aos sábados, e CBN, foi trabalhar na TV Globo de São Paulo em 1997. Sobre o período curto no jornalismo global, a Folha de S.Paulo publicou:
Salete Lemos está deixando a Globo. Há cinco meses sob o mesmo teto, contratante e contratada concluíram que o casamento não correspondeu às expectativas. O desligamento deverá se consumar sem multa rescisória. O acordo previa dois anos de parceria.
Após a saída da Globo, a jornalista foi para a Rede Record, onde co-ancorava a apresentação do Jornal da Record com Boris Casoy. Passou também pela TV Cultura, onde apresentou o Cultura Noite, que estreou em junho de 2006 e era apresentado de segunda a sexta, às 22h. Foi demitida em 2007, supostamente por fazer fortes criticas aos bancos e ao governo brasileiro, aparentemente por pressão da Febraban. Chegou a declarar ter ojeriza à televisão aberta, mas abria exceção à TV Cultura. Em seguida, foi apresentadora do Fala Sério que havia estreado em outubro de 2008, e do CNT Jornal de julho de 2008 até janeiro de 2013, ambos na CNT. 
Após um hiato de mais de três anos, foi contratada pela RedeTV! em outubro de 2016 para ser a comentarista de economia do RedeTV! News. Em 06 de maio de 2022, é contratada pelo BMC News, portal dedicado a economia que também será um canal de TV. Em maio de 2023, Salette Lemos deixa a RedeTV! após mais de 6 anos.
De temperamento forte, a jornalista chegou a encerrar antes da hora a apresentação do Jornal da Record - 2ª Edição, em maio de 2001, por não suportar o cheiro de solvente utilizado na reforma do cenário, e disse ao vivo que não podia continuar por causa do cheiro de tíner. O jornal acabou dezoito minutos antes do horário normal. Apesar do episódio ela não foi punida pela direção da casa.

## Vida pessoal
Fora do trabalho, a jornalista encontra tempo para o surfe, que é sua grande paixão, jogar bola, estudar inglês, além de fazer academia e aproveitar o tempo com os seus filhos Iuri e Marina.

## Filmografia
| Ano       | Nome                         | Função        | Emissora         |
| --------- | ---------------------------- | ------------- | ---------------- |
| 1991-1993 | Jornal da Record             | Apresentadora | Rede Record      |
| 1993      | Informe São Paulo            | Comentarista  | Record São Paulo |
| 1993-1997 | TJ Brasil                    | Comentarista  | SBT              |
| 1997      | SPTV                         | Apresentadora | Globo São Paulo  |
| 1997-2000 | Jornal da Record             | Comentarista  | Rede Record      |
| 2000-2002 | Jornal da Record - 2ª Edição | Apresentadora | Rede Record      |
| 2003-2005 | Jornal da Record             | Apresentadora | Rede Record      |
| 2006-2007 | Cultura Noite                | Apresentadora | TV Cultura       |
| 2008-2013 | CNT Jornal                   | Apresentadora | CNT              |
| 2008-2013 | Fala Sério                   | Apresentadora | CNT              |
| 2016-2023 | RedeTV! News                 | Comentarista  | RedeTV!          |